# Landesarbeitsgemeinschaft der Einrichtungen für Frauen- und Geschlechterforschung in Niedersachsen
Die Landesarbeitsgemeinschaft der Einrichtungen für Frauen- und Geschlechterforschung in Niedersachsen (LAGEN) ist ein  Verbund von Einrichtungen der Frauen- und Geschlechterforschung sowie assoziierten Mitgliedern, die sich der LAGEN verbunden fühlen. Die Arbeitsgemeinschaft wurde im Dezember 2007 gegründet. Sie verfügte mit Stand 2014 über acht Mitgliedseinrichtungen. Im Januar 2014 wurde eine Koordinationsstelle in Hannover eröffnet.

## Ziele
Die LAGEN verfolgt als hauptsächliche Ziele:
- die Stärkung, Weiterentwicklung und Vernetzung der Einrichtungen der Frauen- und Geschlechterforschung in Niedersachsen sowie die Unterstützung und Entwicklung neuer Einrichtungen in Niedersachsen
- die Weiterentwicklung und Institutionalisierung der Gender Studies in Niedersachsen auch in den Bereichen, die an den jeweiligen Einrichtungen noch nicht ausreichend verankert sind
- die Unterstützung wissenschaftlicher Karrieren in den Gender Studies zum Beispiel durch die Fortführung des interdisziplinären Niedersächsischen Doktorand_innentags Gender Studies
- die Organisation von Netzwerktreffen und Veranstaltungen zu Themen der Gender Studies zum Beispiel durch die LAGEN-Jahreskonferenz als zentrale wissenschaftliche Veranstaltung des LAGEN-Netzwerks
- die Entwicklung einer abgestimmten wissenschaftspolitischen Interessenvertretung, die auch den gegenseitigen Informationsaustausch mit Vertretern der LNHF (Landeskonferenz Niedersächsischer Hochschulfrauenbeauftragter) einschließt
- die Vertretung und Sichtbarmachung der LAGEN nach außen.

## Mitgliedschaft
Die LAGEN hat sich am 14. Mai 2014 eine Geschäftsordnung gegeben, die auch die unterschiedlichen Formen der Mitgliedschaft regelt. Diese sind:
- Die institutionelle Mitgliedschaft steht grundsätzlich Einrichtungen der Frauen- und Geschlechterforschung in Niedersachsen offen.
- Eine assoziierte institutionelle Mitgliedschaft kann von Einrichtungen in Niedersachsen begründet werden, die nicht per Name und Auftrag Frauen- und Geschlechterforschung betreiben, aber  nachweisen können, dass sie sich seit längerem im Bereich der Frauen- und Geschlechterforschung engagieren, bspw. durch entsprechende Forschungsprojekte, Veranstaltungsformate oder Ausschreibungen für Nachwuchswissenschaftler.
- Die individuelle Mitgliedschaft richtet sich an Einzelpersonen, die eine individuelle Mitgliedschaft begründen möchten, um sich als Einzelperson in die LAGEN einzubringen.
- Die assoziierte individuelle Mitgliedschaft steht allen in der Frauen- und Geschlechterforschung aktiven Einzelpersonen offen, die über keine Anbindung an eine der LAGEN-Mitgliedseinrichtungen in Niedersachsen verfügen.
- Die Sondermitgliedschaft ist eine Form der Mitgliedschaft für Mitglieder der Gemeinsamen Kommission der LAGEN. Sie greift in Fällen, in denen aufgrund struktureller Veränderungen eine Anbindung einer Einzelperson, die aktiv in der LAGEN mitgearbeitet hat, an die ursprüngliche Mitgliedseinrichtung nicht mehr gegeben ist oder sich verändert.

## Publikationsreihe
Seit Januar 2017 werden in der Publikationsreihe Zum Selbstverständnis der Gender Studies / L‘AGENda wissenschaftlichen Beiträge aus der Frauen- und Geschlechterforschung veröffentlicht. Die Buchreihe erscheint im Verlag Barbara Budrich. Die Beiträge des ersten Bandes Methoden – Methodologien – theoretische Diskussionen und empirische Übersetzung diskutieren das Verhältnis von Theorien, Methodologien und Methoden für das Selbstverständnis der Geschlechterforschung / Gender Studies und umreißen dabei die historische Entwicklung dieser Debatten. Darüber hinaus werden anhand ausgewählter Forschungsprojekte konkrete methodologische und methodische Herangehensweisen (z. B. aus der Diskursforschung, der Actor-Network-Theory und der Intersektionalitätsforschung) vorgestellt.
Im zweiten Band Technik Raum Bildung (2018) werden Fragen nach der Bedeutung von Geschlecht in Bezug auf Ingenieurwissenschaften ebenso gestellt wie auf Raumwissenschaften, Erziehungswissenschaften und Transkulturalität. Auch wird erstmals in diesem Zusammenhang der Blick auf Unternehmerinnen sowie auf die Versorgungsforschung gelegt. Darüber hinaus befassen sich die Autoren mit den aktuellen Herausforderungen der Frauen- und Geschlechterforschung als einer kritischen Wissenschaft, welche die gegenwärtigen gesellschaftlichen Entwicklungen (Anti-Genderismus durch Rechtspopulismus etc.) verstärkt in den Blick nehmen.
Der dritte Band Wiederherstellen – Unterbrechen – Verändern? Politiken der (Re-)Produktion (2018) verhandelt zentrale Fragestellungen der Frauen- und Geschlechterforschung zur Herstellung und Wiederherstellung von Geschlecht und gesellschaftlichen Geschlechterverhältnissen. Einem breiten Verständnis von Reproduktion folgend, werden im Rahmen der fünf Cluster „Biographien“, „Care“, „Menschen und Maschinen“, „Räume“ und „Wissen und Institutionen“ verschiedene Aspekte dieser (Wieder-)Herstellung gesellschaftlicher Geschlechterverhältnisse in ihrer Umkämpftheit und Widersprüchlichkeit betrachtet – jeweils aus interdisziplinärer Perspektive.

## Organe

### Sprecher
Die LAGEN wird nach außen durch zwei Sprecher repräsentiert, die von der Gemeinsamen Kommission der LAGEN für zwei Jahre gewählt werden.
Für die Wahlperiode 2013–2015 und die Wahlperiode 2015–2017 waren dies:
- Corinna Onnen (Universität Vechta), Sprecherin
- Susanne Rode-Breymann (HMTMH), stellvertretende Sprecherin

Die Sprecher repräsentieren die LAGEN gegenüber der deutschsprachigen und internationalen Frauen- und Geschlechterforschung sowie bei wissenschaftspolitischen Interventionen. Sie leiten die Sitzungen der Gemeinsamen Kommission der LAGEN und berichten über die Aktivitäten der LAGEN gegenüber dem Ministerium für Wissenschaft und Kultur Niedersachsen.

### Gemeinsame Kommission
Die Gemeinsame Kommission der LAGEN ist das hauptsächliche Arbeits- und Entscheidungsgremium der LAGEN. Der Gemeinsamen Kommission gehören an: die beiden gewählten Sprecherinnen der LAGEN, die Koordinatorin sowie die nicht durch die Sprecherinnen vertretenen LAGEN-Mitgliedseinrichtungen. Alle zur Gemeinsamen Kommission der LAGEN gehörenden Mitglieder sind abstimmungsberechtigt. Jede der in der Gemeinsamen Kommission vertretenen Mitgliedseinrichtungen hat eine Stimme. Die Gemeinsame Kommission beschließt mit einfacher Mehrheit über alle Angelegenheiten, die an sie herangetragen werden, einschließlich der Finanzplanung der Koordinationsstelle und der Anträge auf Mitgliedschaft.
Mitgliedseinrichtungen, die der Gemeinsamen Kommission angehören (alphabetisch nach Standorten geordnet, Stand der Information: Mai 2014)
- Braunschweiger Zentrum für Gender-Studies, TU Braunschweig, Ostfalia Hochschule für angewandte Wissenschaften, Hochschule für Bildende Künste Braunschweig (HBK)
- GENDERnet, Hochschule Emden-Leer Hochschule Emden/Leer
- Göttinger Centrum für Geschlechterforschung (GCG), Georg-August-Universität Göttingen
- Forschungszentrum Musik und Gender (fmg), Hochschule für Musik, Theater und Medien Hannover (HMTMH)
- gender archland – Forum für GenderKompetenz in Architektur Landschaft Planung, Leibniz Universität Hannover
- Kompetenzzentrum für geschlechtersensible Medizin, Medizinische Hochschule Hannover
- Gender Netz, Hochschule Hannover
- Netzwerk Geschlechter- und Diversitätsforschung, Leuphana Universität Lüneburg
- ZfG – Zentrum für Geschlechterforschung, Stiftung Universität Hildesheim
- ZFG – Zentrum für interdisziplinäre Frauen- und Geschlechterforschung, Carl von Ossietzky Universität Oldenburg
- Forschungsstelle Geschlechterforschung, Universität Osnabrück
- Netzwerk Gender Studies, Universität Vechta

### Mitgliederversammlung
Die Mitgliederversammlung der LAGEN ist das Gremium aller LAGEN-Mitglieder. Sie tagt mindestens einmal im Jahr und dient dazu, die Mitglieder über die Arbeit der LAGEN zu informieren und über aktuelle Angelegenheiten zu beraten, sich zu vernetzen und gemeinsame Projekte und Aktivitäten zu entwickeln.

## Koordinationsstelle
Die Koordinationsstelle ist der zentrale Geschäftssitz der LAGEN. Sie befindet sich an der Hochschule für Musik, Theater und Medien in Hannover. Im Jahr 2013 konnte die Koordinationsstelle dank der vom Ministerium für Wissenschaft und Kultur Niedersachsen bewilligten Personal- und Sachmittel eingerichtet werden. Gegenwärtig befindet sich die Geschäftsstelle in der zweiten Förderperiode (2017–2019) durch das Ministerium für Wissenschaft und Kultur Niedersachsen.
Die Koordinationsstelle unterstützt die Arbeit der LAGEN-Sprecher_innen und der Gemeinsamen Kommission vor allem durch Übernahme folgender Aufgaben: Information und Vernetzung der Mitglieder des LAGEN-Netzwerks; Entwicklung, Umsetzung und Pflege geeigneter Instrumente zur Öffentlichkeitsarbeit der LAGEN; Beratung des wissenschaftlichen Nachwuchses in den niedersächsischen Frauen- und Geschlechterstudien; Entwicklung und Umsetzung geeigneter Instrumente zur Nachwuchsförderung in den Frauen- und Geschlechterstudien; Planung und Durchführung von Veranstaltungen (Workshops, Tagungen); Dokumentation der LAGEN-Aktivitäten und Vorbereitung von Evaluationen; Veröffentlichung von Ergebnissen der Frauen- und Geschlechterforschung.
Darüber hinaus beantwortet die Koordinationsstelle alle Fragen rund um die unterschiedlichen Formen einer Mitgliedschaft bei der LAGEN.